# María Cristina Ramos
María Cristina Ramos (San Rafael, Mendoza, 5 de mayo de 1952) es una escritora y editora argentina, dedicada a la literatura infantil.
Lo que hizo de su vida 
desde 1978 que vive en Neuquén, Argentina. Es Profesora de Literatura y capacitadora docente.
Realizó varias tareas de promoción de la lectura en la provincia donde radica. Tuvo a su cargo el programa "Formación de Coordinadores de Talleres Literarios Infantiles" del Consejo Provincial de Educación neuquino. Entre 1982 y 1990 se desempeñó en la Dirección Provincial de Cultura de Neuquén, coordinando el Taller Literario para niños, jóvenes y adultos. Actualmente sólo coordina talleres para adultos. En 1987 y 1988 se desempeñó como coordinadora del Plan de Lectura y Escritura provincial. Este trabajo influyó activamente en su labor literaria, ya que al ver como los chicos escriben y la relación que los mismos establecen con los libros que les gustan, se siente movilizada a escribir.
Desde 2002 posee un emprendimiento editorial propio, llamado Editorial Ruedamares, que coordina desde la ciudad de Neuquén. Este proyecto editorial surgió por la dificultad que tuvo la autora para conseguir publicar libros de poesía para pequeños lectores, según relata:

(...)no conseguí que en Argentina aceptaran mi propuesta de un libro muy ilustrado de poesía para pequeños lectores. Así surgió Maíces de silencio, editado por nuestra Ruedamares, y esto generó el espacio y el deseo de seguir editando también a otros autores.

Ha publicado también en Colombia, Perú, Chile, Brasil, México y España. Ruedamares, pirata de la mar bravía, El trasluz, Azul de la cordillera, Dentro de una palabra, Mientras duermen las piedras, Gato que duerme, ¿Dónde estás?, El mar de volverte a ver, Pétalo de nube, Desierto de mar y otros poemas, son algunos de sus títulos. Para docentes y mediadores de lectura: Aproximación a la narrativa y a la poesía para niños y La casa del aire, literatura en la escuela.
Entre sus preferencias literarias menciona las obras de Di Benedetto, Rulfo, Cortázar, Borges, Carver y en poesía los poetas españoles de la generación del 98, Martí, Gelman, Orozco, y otros.
En enero del año 2020, la escritora, editora y docente fue confirmada como una de seis finalistas que aspiran al prestigioso Premio Hans Christian Andersen -considerado el Nobel de la literatura infantil-, El Hans Christian Andersen es el máximo galardón en el género de literatura infantil y juvenil y reconoce cada dos años la obra completa de un autor y de un ilustrador por su contribución literaria. Desde la primera entrega en 1956, solo se lo llevaron cuatro latinoamericanos, entre ellos la argentina María Teresa Andruetto en 2012.
- 1988 - Un sol para tu sombrero (poesía)
- 1991 - Cuentos de la Buena Suerte (narrativa)
- 1991 - De papel de te espero (poesía)
- 1993 - El árbol de la lluvia  (narrativa)
- 1995 - El libro de Ratonio. Informe confidencial sobre su vida (autorizado por el personaje) (narrativa)
- 1995 - Azul la cordillera (narrativa)
- 1997 - Un bosque en cada esquina (poesía)
- 1997 - De barrio somos (narrativa)
- 1997 - Ruedamares, Pirata de la mar bravía
- 1997 - El árbol de la lluvia
- 1998 - Del amor nacen los ríos (narrativa)
- 1999 - Belisario y el violín (narrativa)
- 2001 - Cuentos del bosque (narrativa)
- 2001 - Las lagartijas no vuelan (narrativa)
- 2002 - Las sombras del Gato (poesía)
- 2002 - Maíces del silencio (poesía)
- 2003 - Belisario y los espejos de agua (narrativa)
- 2003 - La secreta sílaba del beso (narrativa para adultos)
- 2004 - Eleazar y el río  (narrativa)
- 2004 - La rama de azúcar (narrativa)
- 2005 - Papelitos (narrativa)
- 2005 - La luna lleva un silencio (poesía)

- 2011 El baile (cuento)
- 2011 De Agua no es (cuento)
- 2013 Una gota de azul (cuento)

## Premios
- Primer premio de poesía en el "Concurso Cuyano Leopoldo Marechal"
- 1991 Premio al mejor texto en el "Concurso Latinoamericano Antonio Robles" (organizado por IBBY México), por el cuento De coronas y galeras.
- 1991 Lista de honor de ALIJA (Asociación de Literatura Infantil y Juvenil de la Argentina) por el libro Un sol para tu sombrero.
- 1997 Finalista del Premio Latinoamericano de Literatura Infantil y juvenil Norma-Fundalectura por el libro De barrio somos.
- 1997 Premio Nacional Fantasía Infantil por Un bosque en cada esquina.
- 2000 Lista de Honor de ALIJA por Del amor nacen los ríos (en el rubro Recreación de relatos orales).
- 2002 Premio Pregonero de la Fundación El Libro, por su labor de difusión de la literatura infantil y juvenil.[6]
- 2024 Premio Konex de Platino en Literatura Infantil.[7]